# Simona Necidová
Simona Necidová (geboren am 20. Januar 1994) ist eine tschechische Fußballspielerin, die zuletzt für Slavia Prag in der  I. liga žen, die höchste Spielklasse im tschechischen Frauenfußball, spielte. Sie war von 2013 bis 2023 A-Nationalspielerin.

## Karriere

### Vereine
Necidová begann im Alter von 13 Jahren für die in ihrem Geburtsort ansässige Slavia Prag mit dem Fußballspielen und rückte zur Saison 2011/12 in die Erste Mannschaft auf. Im Wettbewerb der  Champions-League 2015/16 erzielte sie den 2:1-Siegtreffer gegen Swesda 2005 Perm und trug zur Qualifikation für das Viertelfinale bei.

### Nationalmannschaft
Nachdem Necidová für den FAČR bereits Länderspiele für die Nachwuchsnationalmannschaften der Altersklasse U17 und U19 bestritten hatte, debütierte sie am 20. September 2013 in Bondoufle bei der 0:2-Niederlage im Freundschaftsspiel gegen die Nationalmannschaft Frankreichs. Ihr erstes A-Länderspieltor erzielte sie am 4. März 2016 in Paralimni beim 3:1-Sieg über die Nationalmannschaft Finnlands im zweiten Spiel der Gruppe B im Turnier um den Zypern-Cup. Ihr zweites A-Länderspieltor gelang ihr am 27. November 2021 in Ostrava beim 1:1-Unentschieden gegen die Nationalmannschaft der Niederlande im vierten Spiel der WM-Qualifikationsgruppe C mit dem Treffer zur 2:1-Führung in der 60. Minute. Ihr letztes A-Länderspiel bestritt sie am 11. April 2023 in Wiener Neustadt bei der 0:2-Niederlage im Freundschaftsspiel gegen die Nationalmannschaft Österreichs.

## Erfolge
Slavia Prag
- Tschechischer Meister 2014, 2015, 2016, 2017, 2020, 2022, 2023, 2024
- Tschechischer Pokalsieger 2014, 2016, 2022, 2023, 2024, 2025

## Sonstiges
Ihr älterer Bruder Tomáš Necid ist ebenfalls Fußballspieler.